# Grange aux dîmes (Altorf)

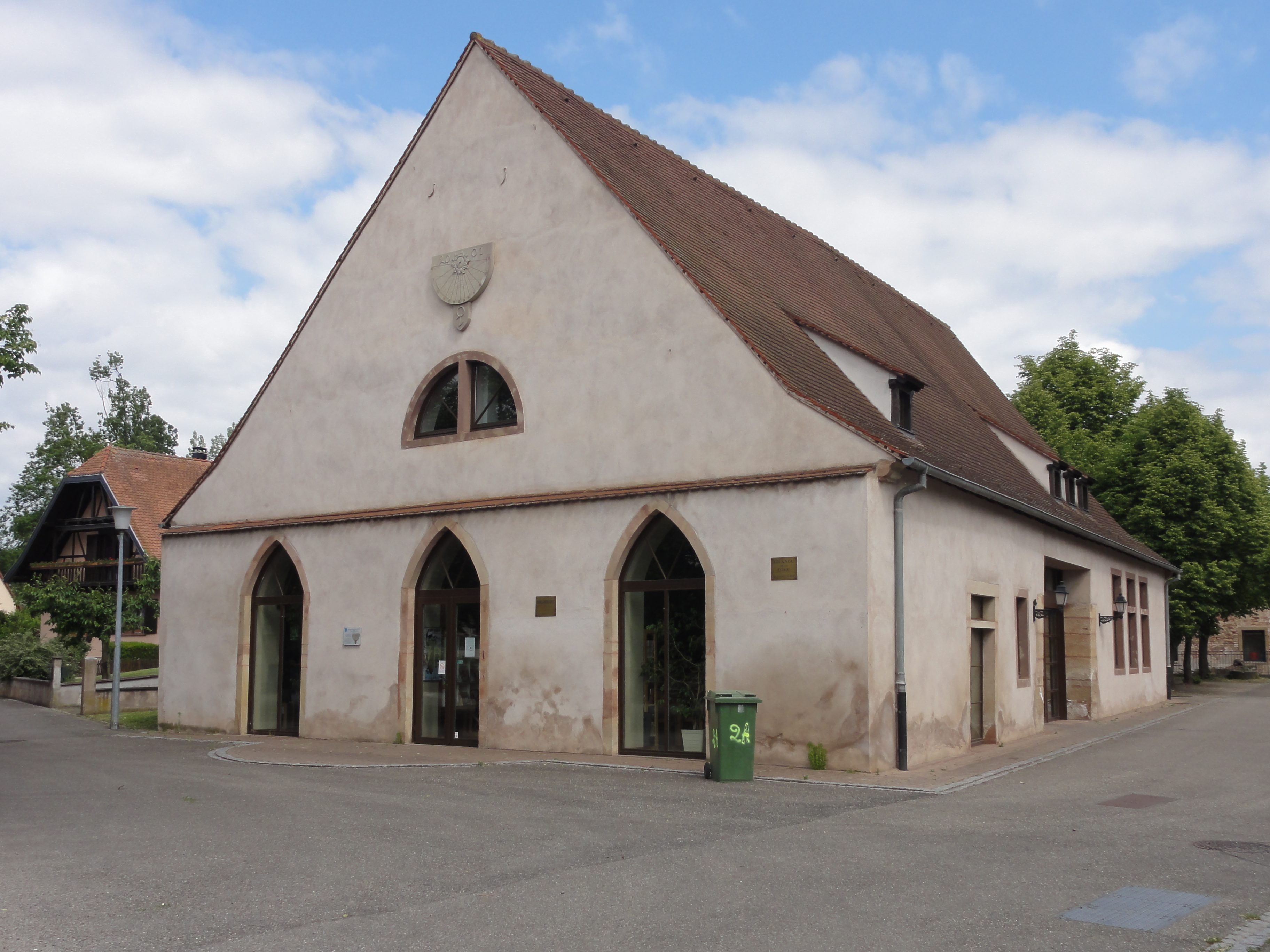
Grange aux dîmes in Altorf

Die Grange aux dîmes in Altorf, einer französischen Gemeinde im Département Bas-Rhin in der Region Grand Est (bis 2015 Elsass), wurde vermutlich im 16. Jahrhundert errichtet. Die Zehntscheune ist seit 1993 als Monument historique klassifiziert.
Die Zehntscheune gehörte zum Kloster Altdorf, das südöstlich davon liegt.
Nach der Restaurierung des Gebäudes im Jahr 2000 wurden darin die Gemeindebibliothek und Vereinsräume eingerichtet.